# Keith Wegeman
Keith Richard Wegeman (Denver, 28 agosto 1929 – Messico, 22 agosto 1974) è stato un saltatore con gli sci statunitense.
Ha gareggiato nei primi anni '50. Ha conquistato il 12º posto nella competizione individuale sulle grandi colline alle Olimpiadi invernali del 1952 ad Oslo.
Originario del Colorado, Wegeman faceva parte della squadra di sci dei campionati nazionali dell'Università di Denver. Dopo il college è diventato maestro di sci per la US Army Mountain e il Cold Weather Training Company. All'inizio degli anni '60, si trasferisce a Los Angeles e presenta la serie televisiva Ski Tips. Alle Olimpiadi invernali del 1960 a Squaw Valley, è stato consulente tecnico.
Wegeman è stato inserito postumo nella Colorado Ski and Snowboard Hall of Fame nel 1989. Suo fratello maggiore, Alvin, ha gareggiato come sciatore nordico combinato a Oslo ed è stato inserito nella stessa Hall of Fame nel 1998.
Wegeman ha una figlia, Katherine Kelly Lang, nota per la sua interpretazione di Brooke Logan nella soap opera statunitense Beautiful. Ha anche fornito la figura umana (sebbene non la voce) del Jolly Green Giant nei primi spot pubblicitari.